# Aumühle
Aumühle er en kommune i det nordlige Tyskland, beliggende i Amt Hohe Elbgeest under Kreis Herzogtum Lauenburg i delstaten Slesvig-Holsten.

## Geografi
I kommunen ligger ud over Aumühle landsbyerne Aumühle, Billenkamp og Friedrichsruh. Den ligger omkring 20 kilometer øst for Hamburg i Sachsenwald, der er det største skovområde i Slesvig-Holsten, og er rekreationsområde for Metropolregion Hamburg.
I Friedrichsruh, hvor Otto von Bismarck levede fra 1871 til hans død i 1898 er der nu et Bismarck-Museum med skrifter, porcelæn, gaver og beretninger om Bismarck og hans epoke. I nærheden af Museet ligger hans mausoleum.
Tysklands sidste rigspræsident og sidste storadmiral Karl Dönitz boede siden 1956 i Aumühle, og døde der i december 1980. Han er begravet på byens Waldfriedhof.